# 一ノ宮村 (三重県)
一ノ宮村（いちのみやむら）は三重県河芸郡にあった村。現在の鈴鹿市の北東端、伊勢湾の沿岸、近鉄名古屋線・長太ノ浦駅の周辺および西方一帯にあたる。

## 地理
- 海洋：伊勢湾
- 河川：鈴鹿川、一本木川

## 歴史
- 1889年（明治22年）4月1日 - 町村制の施行により、河曲郡池田村・高岡村・中戸村・南長太村・北長太村の区域をもって発足。
- 1896年（明治29年）4月1日 - 所属郡が河芸郡に変更。
- 1942年（昭和17年）12月1日 - 白子町・神戸町・稲生村・飯野村・河曲村・箕田村・玉垣村・若松村・鈴鹿郡国府村・庄野村・高津瀬村・牧田村・石薬師村と合併して鈴鹿市が発足。同日一ノ宮村廃止。

## 交通

### 鉄道路線
- 関西急行鉄道（現・近畿日本鉄道）
  - 名古屋線（現・近鉄名古屋線）
    - 長太駅（1928年廃止、1943年に長太ノ浦駅として復活）

上記のほか、村域を日本国有鉄道の関西本線が通過したが、駅は所在しなかった。また、現在は旧村域を伊勢鉄道伊勢線が通過するが、当時は未開業。

### 道路
- 伊勢街道